# 中華民國駐諾魯大使館
中華民國駐諾魯共和國大使館（英語：Embassy of the Republic of China (Taiwan) in the Republic of Nauru）是中華民國在諾魯經濟中心艾沃区設置的大使館。

## 歷史
1980年5月4日，中華民國與諾魯建交，「中華民國駐諾魯共和國總領事館」在行政中心亞倫區成立。1990年8月17日，總領事館升格為「中華民國駐諾魯共和國大使館」。
2002年7月21日，諾魯與中华人民共和国建交，23日與中華民國斷交，之後大使館遭關閉。2005年5月14日，諾魯與中華民國復交，8月8日大使館在經濟中心艾沃區恢復。
2024年1月15日，諾魯與中華民國二次斷交，並承認「中華人民共和國為中國唯一合法政府、臺灣為中華人民共和國的一部分」。